# Conistra subnigra
Conistra subnigra là một loài bướm đêm trong họ Noctuidae.